# Карелијска Аутономна Совјетска Социјалистичка Република
Карелијска Аутономна Совјетска Социјалистичка Република, скраћено Карелијска АССР (фин. Karjalan autonominen sosialistinen neuvostotasavalta; рус. Карельская Автономная Советская Социалистическая Республика), понекад називана Совјетска Карелија или једноставно Карелија, била је аутономна република Руске СФСР, са главним градом Петрозаводском.
Карелијска АССР је формирана као део Руске СФСР Резолуцијом Президијума Сверуског централног извршног комитета (ВТсИК) од 27. јуна 1923. и декретом ВТСИК-а и Савета народних комесара од 25. јула 1923. из Карелијске радничке комуне. Године 1927. Карелијска АССР је подељена на округе, који су заменили старе волости.
Од 1940. до 1956. године, територија анектирана од Финске (која је накратко представљала марионетску Финску Демократску Републику) била је укључена у претходну Карелијску АССР да би формирала Карело-Финску Совјетску Социјалистичку Републику, која је имала статус савезне републике у федералној структури Совјетског Савеза. Међутим, у то време, само је мали део становништва овог региона био карелског или финског етничког порекла. Неки каснији историчари верују да је ова неортодоксна надоградња вероватно била „погодно средство за омогућавање могућег укључивања додатних финских територија“ (или цела Финска) или „бар начин да се Финска стално држи под оружјем“.
Дана 16. јула 1956. године, Карело-Финска ССР је деградирана из савезне републике у АССР, и враћена у Руску СФСР. Почев од 9. августа 1990. године, Карелијска АССР је прогласила државни суверенитет и преименована у Карелијску Совјетску Социјалистичку Републику. Карелијска ССР је преименована у Републику Карелију 13. новембра 1991. као таква остаје федерални субјект Руске Федерације.